# Eddie Hill (Musiker)
„Smilin’“ Eddie Hill (* 21. Juli 1921 in Delano, Tennessee als James Edward Hill; † 18. Januar 1994) war ein US-amerikanischer Country-Musiker und Vertreter des Country Boogie.

## Leben

### Kindheit und Jugend
Eddie Hill entstammte einer musikalischen Familie, sein Vater spielte Fiddle und sein Großvater Banjo. Mit 17 Jahren gewann Hill das erste Mal einen Talentwettbewerb und konnte sich gegen einen erfahreneren Fiddler und Banjo-Spieler durchsetzen. Dies führte zu einer Anstellung beim Radiosender WROL in Knoxville. Hill arbeitete anschließend kurz bei WNOX, zog dann aber nach Cincinnati, wo er bei WKRC anfing. Ende der 1930er Jahre begann er, als Ersatzmusiker für das Duo Johnnie and Jack zu arbeiten.

## Leben
1942 wurde Jack Anglin in die Armee eingezogen, wodurch das Duo „Johnnie and Jack“ auseinanderbrach. Nachdem Anglin 1945 aus der Armee entlassen worden war, startete das Duo erneut und engagierte Hill wieder als Hintergrundmusiker. Sie traten zwischenzeitlich als Tennessee Hillbillies auf. Hill blieb bei der Gruppe, bis er Ende des Jahrzehnts begann, beim Radiosender WMPS in Memphis zu arbeiten, bei dem auch Cliff Carlisle auftrat und Hill mit den Louvin Brothers arbeitete. Zwei ihrer regelmäßigen Hörer waren Johnny Cash und Elvis Presley. Laut Cash inspirierte Hill ihn zu seinem Song Cry! Cry! Cry!: Cash war regelmäßiger Hörer von Hills Show; eines Nachmittages kündigte Hill seine Show mit den Worten „We got songs that’ll make you cry, cry, cry“ an und fügte hinzu: „We’re gonna bawl and squall and climb the wall!“ Cashs Song wurde dessen erste Single und erreichte Platz 14 der Country-Charts.
1947 hatte Hill bei Apollo Records zusammen mit Johnnie und Jack erste Aufnahmen eingespielt. 1950 unterschrieb Hill einen Vertrag bei Decca Records, wechselte 1951 aber zu Mercury Records, wo er einen seiner bekanntesten Titel The Hot Guitar einspielte. Gitarrist Hank Garland und der Steel-Gitarrist ahmten im Laufe des Songs Stile von Merle Travis, Thumbs Carlisle, Les Paul, Roy Acuff, Jerry Byrd, Chet Atkins nach (Garland sogar einmal sich selbst). In den folgenden Jahren arbeitete Hill als Hintergrundmusiker und war als Gitarrist auf vielen Sessions großer Stars anwesend. Zudem veröffentlichte er bei RCA Victor, bei denen er unter Vertrag war, Platten und war Mitglied der Grand Ole Opry. Bei WSM, dem Sender der Grand Ole Opry, hatte er jahrelang seine eigene Sendung, die All Night Show. Später wurde er Moderator der Early Morning Show beim Fernsehsender WLAC. Währenddessen hatte er geheiratet und war Vater von fünf Töchtern sowie zwei Söhnen geworden.
1968 erlitt Hill einen Schlaganfall, der es ihm in der Folge nicht mehr erlaubte, auf der Bühne oder im Aufnahmestudio zu arbeiten. Eddie Hill starb am 18. Januar 1994 im Alter von 73 Jahren. Er wurde 1975 als einer der Ersten zu Lebzeiten in die Country Music DJ Hall of Fame aufgenommen.

## Diskografie

### Singles
| Jahr                     | Titel                                                             | #        | Anmerkungen                            |
| ------------------------ | ----------------------------------------------------------------- | -------- | -------------------------------------- |
| Hill and Country Records |                                                                   |          |                                        |
|                          | Shake That Little Fool / A Hard Road to Travel                    | 111      | als Smilin' Eddie Hill and his Boys    |
| Decca Records            |                                                                   |          |                                        |
| 1950                     | Mind Your Own Business / Afraid                                   |          |                                        |
| 1950                     | Tears On Her Bridal Bouquet / Bless Your Little Thumpin’ Glizzard |          |                                        |
| Mercury Records          |                                                                   |          |                                        |
| 1951                     | The Hot Guitar / Steamboat Stomp                                  | 6347-X45 |                                        |
| 1952 (?)                 | Cold Cold Woman / Educated Fool                                   |          |                                        |
| RCA Victor               |                                                                   |          |                                        |
| 1954                     | I’ve Changed My Mind / Presswood the Giant Killer                 |          |                                        |
| 1954                     | Lovin’ Spree / Who Wrote That Letter to Old John?                 |          |                                        |
| 1955                     | My Sugar Booger / Slender, Tender and Sweat                       |          |                                        |
| 195?                     | The Same Old Dream / Whittlin’ On a Piece Of Wood                 |          |                                        |
| 195?                     | I Did, I Does and I Do / Knock It Off                             |          |                                        |
| 195?                     | Gottalotta Song / I Don’t Think I’m Gonna Like It                 |          |                                        |
| 195?                     | Cause I Have You / Smack Dab In the Middle                        |          |                                        |
| 1955                     | Black Denim Trousers / Someday You’ll Call My Name                |          |                                        |
| 1955                     | But I Did and I Does and I Do [!] / Knock It Off                  |          | Wiederveröffentlichung von RCA 20-5893 |
| 1955                     | I Don’t Think I’m Gonna Like It / Gotta Lotta Song [!]            |          | Wiederveröffentlichung von RCA 20-5978 |
| 1955                     | Smack Dab In The Middle / Cause I Have You                        | 47-6136  | Wiederveröffentlichung von RCA 20-6136 |
| University Records       |                                                                   |          |                                        |
| 1959                     | Monkey Business / Daddy, You Know What?                           | 206/7    | als Eddie Hill & Group                 |

### Alben
- 2007: Hot Guitar: Gonna Shake This Shack Tonight (Bear Family Werkausgabe)